# Death Letter
Death Letter, également connue sous le nom de Death Letter Blues, est la chanson phare du musicien de delta blues Son House. Elle est basée sur My Black Mama, Part 2, un précédent enregistrement de Son House en 1930.
Un critique a noté qu’il s’agissait « d’une des lamentations les plus angoissées et les plus émouvantes du Delta Blues ».
La chanson Death Letter est intronisée au Blues Hall of Fame de la Blues Foundation en 2007 dans la catégorie « Enregistrement classique de Blues — Single ou Album ».

## Paroles
Les paroles de la chanson parlent d'un homme qui apprend la mort de la femme qu'il aime par le biais d'une lettre qui lui a été remise tôt le matin. Le narrateur voit ensuite son corps sur la table de la morgue, assiste à ses funérailles et rentre chez lui dans un état de dépression. 
Les paroles de Son  House s'inspirent de sources traditionnelles. D'autres musiciens de blues ont enregistré des chansons similaires, notamment Ida Cox (Death Letter Blues,1924), Ishman Bracey (Trouble Hearted Blues, 1928), Robert Wilkins (Nashville Stonewall, 1930), Leadbelly (Death Letter Blues, 1935) et Blind Willie McTell (On the Cooling Board, 1935).

## Enregistrements
En août 1930, Son House enregistre My Black Mama, Part 1 & Part 2 pour Paramount. Cette seconde partie est très proche de Death Letter, les paroles sont en partie identiques. Il enregistre également une version de Walkin' Blues lors de cette même session. Elle est directement à l'origine du Walkin' Blues enregistré par Robert Johnson six ans plus tard. Son House enregistre à nouveau Walkin' Blues en 1942 pour Alan Lomax et la Bibliothèque du Congrès. Mais il s'agit en fait d'une variante de Death Letter.
Son House enregistre Death Letter lors des sessions de l'album The Legendary Son House: Father Of Folk Blues, du 12 au 14 avril 1965, produit par John Hammond pour Columbia. L'enregistrement est effectué sur une guitare à résonateur à corps métallique, de marque National, en utilisant un bottleneck en cuivre.
Plusieurs versions live sont enregistrées : au Gaslight Cafe, New York en 1965, lors du Newport Folk Festival de 1965, à l'American Folk Blues Festival à Berlin en 1967 (intitulée Got A Letter This Morning), ou au 100 Club de Londres en 1970.
Il en existe plusieurs versions filmées, notamment le 9 octobre 1967 à Cologne par la télévision allemande WDR Fernsehen, et le 11 octobre 1967 à Copenhague par DRTV.

## Folk revival
Death Letter est la pièce maîtresse des performances live de Son House pendant le blues revival des années 1960. Il en modifie souvent le tempo et les paroles dans ses différentes interprétations, la jouant parfois plus d'une fois au cours du même concert. Certaines interprétations durent plus de quinze minutes.

## Autres interprétations
Skip James retravaille la musique et les paroles pour sa chanson Special Rider Blues. L'artiste de blues d'avant-garde Jandek ajoute un couplet de Death Letter à sa chanson I Went Outside. Burying Ground de Muddy Waters traite du même sujet. Captain Beefheart utilise une vaste référence dans Ah Feel Like Ahcid, sur l'album Strictly Personal. 
Death Letter est enregistrée par nombre de musiciens populaires, notamment The Blues Band de Paul Jones, Grateful Dead, John Mellencamp, Chris Thomas King, David Johansen, Tony McPhee, The Derek Trucks Band, The White Stripes, The Tallest Man on Earth et The Growl. Les White Stripes interprètent une partie de la chanson en direct aux Grammy Awards 2004. Le  groupe de punk rock canadien Eamon McGrath and the Wild Dogs enregistre la chanson dans un style punk hardcore. Elle figure sur Step Back, le dernier album de Johnny Winter en 2014. Diamanda Galás, Cassandra Wilson, James Blood Ulmer, Gov't Mule et Geoff Muldaur enregistrent également le morceau. La reprise de Cassandra Wilson, incluse pour la première fois dans son album New Moon Daughter en 1995, est sélectionnée comme chanson thème de la troisième saison de la série d'anthologie d'HBO, True Detective, diffusée au début de 2019.